# جيمس براون (مؤلف)
جيمس براون (بالإنجليزية: James Brown)‏ (14 نوفمبر 1957، سانتا كلارا في الولايات المتحدة)؛ كاتِب، سيناريست وروائي أمريكي. درس في جامعة سان فرانسيسكو الحكومية.